# Kulanen Ikyo
Kulanen Ikyo es un compositor y editor de sonido nigeriano. Es mejor conocido por su trabajo en las películas Lionheart, The CEO y October 1 y la serie de televisión Blood Sisters.

## Vida y carrera
Kulanen nació en el Estado de Benue, Nigeria y se graduó en Física en la Universidad de Jos. Debutó como compositor en la película de ficción histórica October 1, dirigida por Kunle Afolayan. La película ganó el premio al mejor editor de sonido en los premios Africa Magic Viewers Choice Awards 2015.

## Filmografía

### Como compositor
- October 1 (2014)
- Road to Yesterday (2015)
- Henna (2015)
- The CEO (2016)
- Okafor's Law (2016)
- Lionheart (2018)
- If I Am President (2018)
- 4th Republic (2019)
- Òlòtūré (2019)
- Blood Sisters (2022 series)
- La libreta negra (2023)